# Rachispoda kaieteurana
Rachispoda kaieteurana är en tvåvingeart som beskrevs av Wheeler 1995. Rachispoda kaieteurana ingår i släktet Rachispoda och familjen hoppflugor.
Artens utbredningsområde är Guyana. Inga underarter finns listade i Catalogue of Life.